# Weerborstel

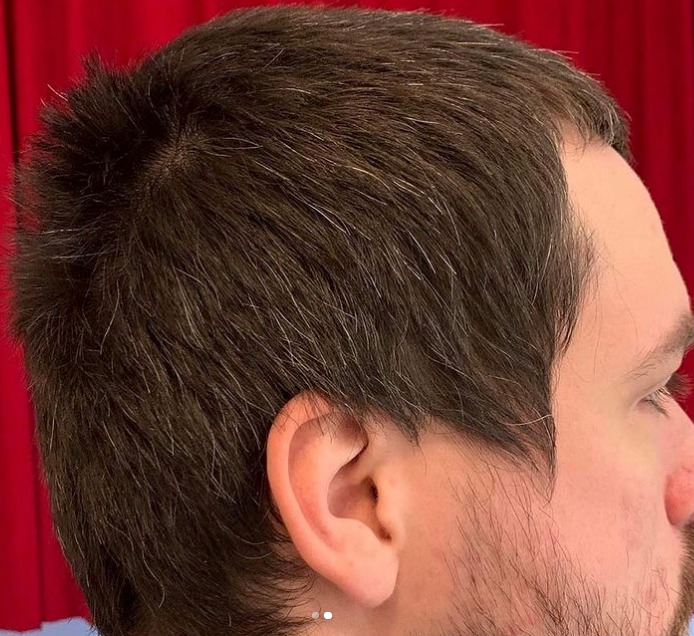
Weerborstel van Lukas Lelie

Een weerborstel, dwarrel of flap is een deel van het hoofdhaar dat een afwijkende groeirichting heeft en niet natuurlijk meevalt met de rest van het haar.
Het wel of niet hebben van weerbarstig of weerspannig of tegendraads haar is erfelijk bepaald. Het woord weerborstel is vooral in Vlaanderen bekend en stamt uit het Middelnederlands "wedderborstich", waaruit het woord weerbarstig is voortgekomen.

## Boekenweekgeschenk
Weerborstels was het boekenweekgeschenk 1992, van A.F.Th. van der Heijden. De titel verwees naar het weerbarstig karakter van de hoofdpersoon.